# Бетмен (мультсеріал, 1992)
Бетмен — мультсеріал про пригоди Бетмена та його команди.

## Сюжет
Батьки Брюса Вейна були вбиті, і його забрав до себе дворецький Вейнів Альфред Пенніуорт. Але маленький Брюс хотів помститися тому злочинцю, і він поклявся, що буде рятувати безпомічних. Минули роки, і Брюс стримав свою обіцянку. Він працював над своїми тілом і душею, і став майстром бойових мистецтв. Повернувшись у Ґотем, Вейн став супергероєм Бетменом. Скоро, у нього з'явилися напарники, Дік Ґрейсон (Робін) та Барбара Ґордон (Бетдівчина). Разом вони стали командою, і боролися з такими лиходіями, як Джокер, клоун-маніяк, Дволикий, який цінує лише монету, Бейн — громило, який мріє знищити Бетмена, Пінгвін, кровожерливий напівптах, Отруйний Плющ, яка зробить усе заради навколишнього середовища та іншими безумцями.